# Darja Tscharnjazowa
Darja Tscharnjazowa (belarussisch Дар'я Чарняцова, eng: Darya Chernetsova; * 13. November 1994) ist eine ehemalige belarussische Tennisspielerin.

## Karriere
Tscharnjazowa begann mit sechs Jahren das Tennisspielen und spielte vorrangig auf der ITF Women’s World Tennis Tour, wo sie einen Titel im Doppel gewann.

## Turniersiege

### Doppel
| Nr. | Datum             | Turnier     | Kategorie   | Belag     | Partnerin        | Finalgegnerinnen                         | Ergebnis         |
| --- | ----------------- | ----------- | ----------- | --------- | ---------------- | ---------------------------------------- | ---------------- |
| 1.  | 19. Dezember 2015 | El-Kantaoui | ITF $10.000 | Hartplatz | Alexandra Perper | Isabella Schinikowa Francesca Stephenson | 6:4, 4:6, [10:7] |